# Basique (chanson)
Pour les articles homonymes, voir Basique.
Singles de Orelsan
Inachevés
(2016) Tout va bien
(2017)
Pistes de La fête est finie
La fête est finie
(2) Tout va bien
(4)
Basique est un single musical du rappeur français Orelsan sorti le 20 septembre 2017. C'est avec le clip vidéo de cette chanson que le rappeur annonce la date de sortie de son album La fête est finie.

## Genèse et thèmes
Orelsan souhaitait faire une chanson où il pourrait enchaîner des phrases « tellement simples que ça devient absurde » mais qui poussent justement à la réflexion : « quand tu es sur le point de te noyer c'est bien de se rappeler que l'eau ça mouille ». L'instrumentale très simple composée par Skread s'inscrit également dans cette logique.
Le rappeur normand aborde dans une série de punchlines (formules percutantes) des thèmes variés tels que la politique (allusion au Front national), d'anecdotes peu connues du grand public (viol par des dauphins) ou bien les fake news (« si c'est marqué sur Internet c'est peut-être faux mais c'est peut-être vrai »).

## Clip vidéo
Le clip vidéo de la chanson est réalisé par Greg & Lio. Il s'agit d'un plan-séquence tourné à l'aide d'un drone. La caméra suit Orelsan qui marche sur le pont en chantier de Podilsko-Voskresensky à Kiev en Ukraine. À la fin du clip, les figurants forment les chiffres « 20.10.17 » soit 20 octobre 2017, date de sortie de l'album La fête est finie.

## Classements
| Classement (2017)                              | Meilleure position |
| ---------------------------------------------- | ------------------ |
| Belgique (Flandre Ultratip Bubbling Under 100) | 4                  |
| Belgique (Flandre Ultratop R&B/Hip-Hop)        | 48                 |
| Belgique (Wallonie Ultratop 50 Singles)        | 10                 |
| Belgique (Wallonie Ultratop R&B/Hip-Hop)       | 3                  |
| France (SNEP)                                  | 9                  |
| Suisse (Schweizer Hitparade)                   | 69                 |

## Certification
| Région | Certification | Ventes/Streams |
| --- | ------------- | -------------- |
| France (SNEP) | Diamant       | 35 000 000‡    |
| *Ventes selon la certification ^Mise en rayon selon la certification xNon précisé par la certification ‡ventes/streaming selon la certification |               |                |

## Distinctions
Lors des 33e cérémonie des Victoires de la musique, en février 2018, Orelsan et Greg et Lio remportent la Victoire de la création audiovisuelle avec le clip vidéo de Basique.

## Parodies
Basique et sa punchline « Simple, basique » deviennent rapidement populaires et sont repris plusieurs fois durant l'année 2018, par des personnalités tel Manu Payet pour la bande-annonce de la diffusion de la 43e cérémonie des César sur Canal+ ou par des militants, protestant par exemple contre la réforme de la carte judiciaire. La punchline est également citée lors d'émissions télévisuelles par des politiques, Alexis Corbière dans L'Émission politique ou Emmanuel Maurel dans le débat télévisé pour la présidence du Parti socialiste, voire par des grands groupes commerciaux. Toujours dans cette logique, le collectif féministe Le Meufisme reprend Basique pour une vidéo intitulée Vue d'en haut, publiée le 8 mars 2018, la journée internationale des droits de la femme. Par les paroles, le groupe évoque la pornographie, le harcèlement sexuel, le viol, etc. et tacle plusieurs personnalités, dont Roman Polanski ou Harvey Weinstein,.